# برایان گرودا
برایان گرودا (انگلیسی: Brajan Gruda؛ زادهٔ ۳۱ مهٔ ۲۰۰۴) بازیکن فوتبال اهل آلمان است که در حال حاضر برای باشگاه فوتبال ماینتس ۰۵ بازی می‌کند. 
وی همچنین در تیم‌های ملی فوتبال زیر ۱۶ سال آلمان، جوانان آلمان و زیر ۲۱ سال آلمان بازی کرده است.